# Super stomper
「super stomper」（スーパー ストンパー）は、日本のバンド10-FEETの12枚目のシングルである。2009年7月15日発売。発売元はユニバーサルミュージック。

## 概要
- 通常盤と初回限定盤の二種リリース。初回限定盤には「京都大作戦2008」でのライブ映像を5曲収録したDVD付き。
- テレビゲーム『ワールドサッカー ウイニングイレブン 2010』テーマソング

## 収録曲

### CD
1. super stomper(3:34)
作詞・作曲：TAKUMA、編曲：10-FEET
2. Mr.bullshit(2:51)
作詞・作曲：TAKUMA、編曲：10-FEET
3. BURN(4:24)
作詞・作曲：TAKUMA、編曲：10-FEET

### DVD
1. VIBES BY VIBES
2. STONE COLD BREAK
3. nil?
4. goes on
5. HEY!

## 収録アルバム

### super stomper
- オリジナル『Life is sweet』（2009年9月9日）

### Mr.bullshit
- オリジナル『Life is sweet』（2009年9月9日）。